# クラレンス＝セント・アンドルーズ公爵

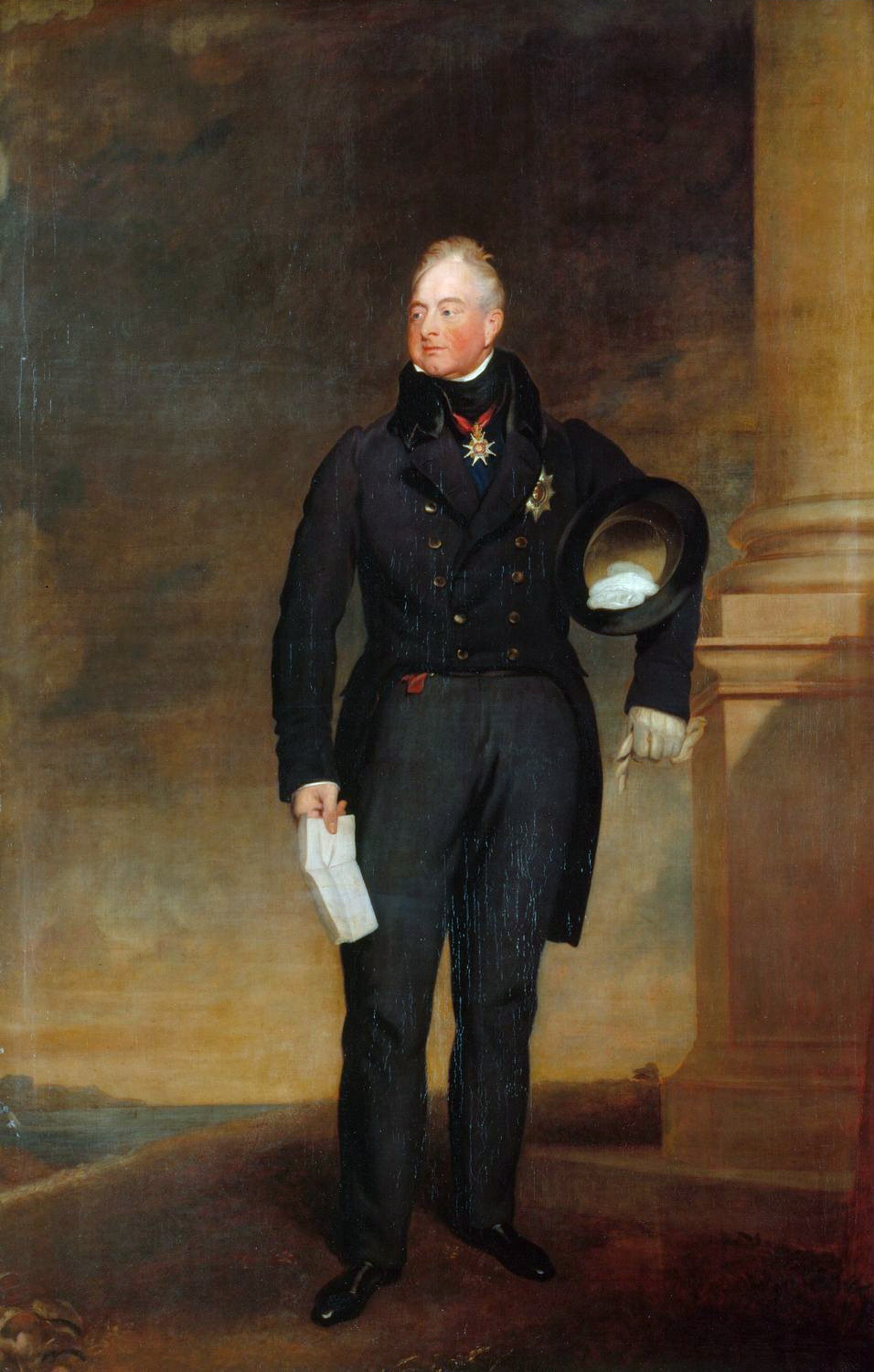
初代クラレンス＝セント・アンドルーズ公爵ウィリアム王子、サー・トーマス・ローレンスによる肖像画、1827年。

クラレンス＝セント・アンドルーズ公爵（クラレンス＝セント・アンドルーズこうしゃく、英語: Duke of Clarence and St. Andrews）は、イギリスの公爵位。グレートブリテン貴族として1度創設された。

## 歴史
1789年5月20日、イギリス国王ジョージ3世(1738-1820)の三男ウィリアム王子(1765-1837)がアイルランド貴族であるマンスター伯爵とグレートブリテン貴族であるクラレンス＝セント・アンドルーズ公爵に叙された。1830年6月26日にウィリアム王子がウィリアム4世として連合王国国王に即位すると、爵位は王領に統合された。

## クラレンス＝セント・アンドルーズ公爵（1789年）
- 初代クラレンス＝セント・アンドルーズ公爵ウィリアム王子（1765年 – 1837年）
  - 1830年、ウィリアム4世として連合王国国王に即位、爵位は王領に統合された。